# Mercedes-Benz M278
La sigla Mercedes-Benz M278 indica un motore a scoppio prodotto dal 2010 al 2020 dalla Casa tedesca Mercedes-Benz.

## Caratteristiche e versioni

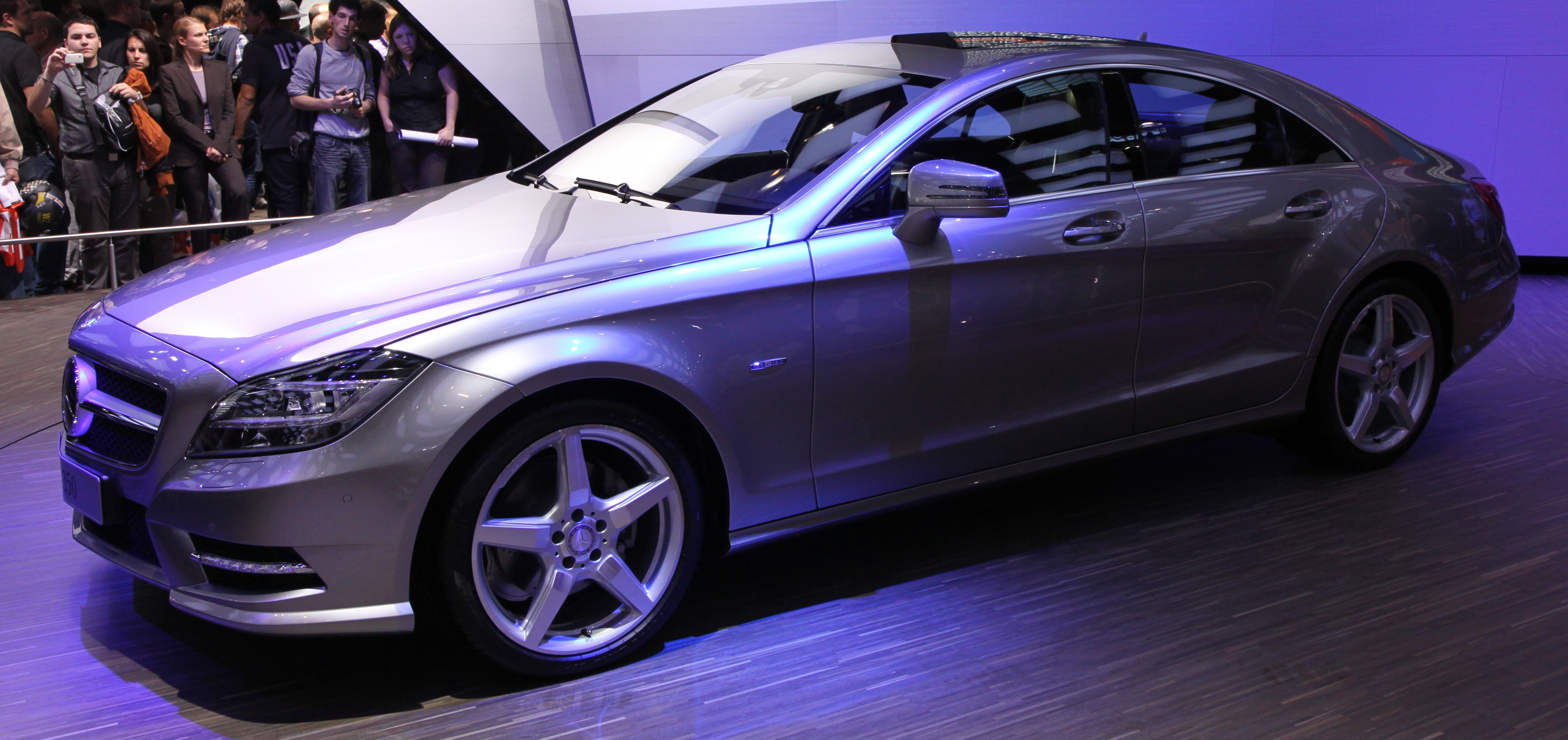
Una delle prime applicazioni del motore M278 si ha nella seconda generazione della CLS500

Si tratta di un motore V8 destinato gradualmente a rimpiazzare i due motori M273. Mentre questi ultimi erano due, uno da 4.7 e l'altro da 5.5 litri, il motore M278 riprende unicamente le caratteristiche dimensionali dell'unità più piccola, ma decisamente evoluta, a tal punto da risultare sensibilmente più prestante anche nei confronti dell'unità più grande. Il nuovo motore, infatti, ha una cilindrata di 4663 cm³, esattamente come l'unità M273 di minori dimensioni, ma in più offre nuovi contenuti tecnologici, come l'alimentazione ad iniezione diretta di terza generazione, denominata BlueDIRECT, con combustione a getto multiplo ed iniettori piezoelettrici, la tecnologia BlueDIRECT, tra l'altro fa il suo debutto proprio in questo motore e nel V6 M276; inoltre, tra le altre caratteristiche del motore M278 vanno ricordati l'accensione di tipo multi-spark ed il sistema Start/Stop grazie al quale il motore viene spento quando la vettura si ferma in coda. Ciò permette di ridurre sensibilmente i consumi e le emissioni di CO2, che arrivano entrambi a calare del 22%, a fronte di un aumento di coppia motrice del 32% e di un incremento di potenza del 12%. Questi ultimi due incrementi sono stati però possibili anche e soprattutto grazie all'adozione di due turbocompressori, uno per bancata, mantenuti a bassa pressione, in modo tale da consentire una massiccia erogazione di coppia già a bassissimi regimi, basti pensare che dei 700 Nm dichiarati, ben 600 sono già disponibili a 1600 giri/min e si tocca il valore massimo già a 1800 giri/min.
L'unità M273 più grande, quella da 5.5 litri, non va però in pensione definitivamente, ma viene anch'essa riproposta in chiave più evoluta e rivisitata dalla AMG. Così rivisto, questo motore prende la sigla di M157.
Strutturalmente, il motore M278 è imparentato anche con il nuovo V6 M276, che però presenta anche alcune differenze, come l'angolo tra le bancate, mantenuto a 90° (nel V6 M276, invece, è stato ridotto a 60°). Questo motore viene accoppiato ad un cambio automatico-sequenziale 7G-Tronic ed il suo debutto è previsto per l'autunno 2010 in occasione del restyling della grande coupé C216 della Classe CL.
In sostanza, queste sono le caratteristiche del motore M278:
- architettura di tipo V8;
- angolo di 90° tra le bancate;
- basamento, monoblocco e testate in lega di alluminio;
- canne cilindri in lega Silitec di alluminio-silicio;
- testate a 4 valvole per cilindro;
- alesaggio e corsa: 92.9x86 mm;
- cilindrata: 4663 cm³;
- distribuzione a doppio asse a camme in testa per bancata;
- fasatura variabile continua lato aspirazione e scarico;
- asse a camme lato aspirazione mosso da catena;
- asse a camme lato scarico mosso da ingranaggi;
- collettori di aspirazione a lunghezza variabile realizzati in lega di silicio-magnesio;
- alimentazione ad iniezione diretta con iniettori piezoelettrici;
- sovralimentazione mediante due turbocompressori (uno per bancata);[2]
- biella in acciaio forgiato;
- albero a gomiti su cinque supporti di banco.

### Prestazioni ed applicazioni
Ad oggi, il motore M278 è stato proposto in due varianti di potenza:
| Variante | Rapporto di compressione | Potenza (CV/rpm) | Coppia (Nm/rpm) | Applicazioni                                                   | Anni di produzione |
| -------- | ------------------------ | ---------------- | --------------- | -------------------------------------------------------------- | ------------------ |
| 1.       | -                        | 367/5250         | 550/ 1500-4000  | Mercedes-Benz GL 450 4MATIC X166 (solo mercato USA)            | 06/2012-10/2015    |
| 2.       | 10.7                     | 408/ 5000-5750   | 600/ 1600-4750  | Mercedes-Benz E 500 BlueEFFICIENCY W212                        | 09/2011-07/2016    |
| 2.       | 10.7                     | 408/ 5000-5750   | 600/ 1600-4750  | Mercedes-Benz E 500 BlueEFFICIENCY Coupé e Cabriolet C207/A207 | 09/2011-09/2017    |
| 2.       | 10.7                     | 408/ 5000-5750   | 600/ 1600-4750  | Mercedes-Benz CLS 500 C218                                     | 04/2011-01/2018    |
| 2.       | 10.7                     | 408/ 5000-5750   | 600/ 1600-4750  | Mercedes-Benz CLS 500 4Matic C218                              | 11/2011-01/2018    |
| 2.       | 10.7                     | 408/ 5000-5750   | 600/ 1600-4750  | Mercedes-benz ML 500 4MATIC W166                               | 02/2012-03/2015    |
| 3.       | 10.5                     | 435/5250         | 700/ 1800-3500  | Mercedes-Benz CL 500 C216                                      | 10/2010-12/2013    |
| 3.       | 10.5                     | 435/5250         | 700/ 1800-3500  | Mercedes-Benz S 500 W221                                       | 2011-13            |
| 3.       | 10.5                     | 435/5250         | 700/ 1800-3500  | Mercedes-Benz SL 500 R231                                      | 2011-16            |
| 3.       | 10.5                     | 435/5250         | 700/ 1800-3500  | Mercedes-Benz GLE 500 4MATIC W166                              | 04/2015-12/2015    |
| 3.       | 10.5                     | 435/5250         | 700/ 1800-3500  | Mercedes-Benz GL 500 4MATIC X166                               | 10/2012-10/2015    |
| 4.       | 10.7                     | 455/ 5500-6000   | 700/ 1800-3500  | Mercedes-Benz S 500 W222                                       | 06/2013-04/2017    |
| 4.       | 10.7                     | 455/ 5500-6000   | 700/ 1800-3500  | Mercedes-Benz S 500 Coupé 4MATIC C217                          | 06/2014-08/2017    |
| 4.       | 10.7                     | 455/ 5500-6000   | 700/ 1800-3500  | Mercedes-Benz SL 500 R231                                      | 06/2015-07/2020    |
| 4.       | 10.7                     | 455/ 5500-6000   | 700/ 1800-3500  | Mercedes-Benz GLE 500 4Matic W166                              | 01/2016-10/2018    |
| 4.       | 10.7                     | 455/ 5500-6000   | 700/ 1800-3500  | Mercedes-Benz GLE 500 Coupé 4Matic C292                        | 01/2016-11/2019    |
| 4.       | 10.7                     | 455/ 5500-6000   | 700/ 1800-3500  | Mercedes-Benz GLS 500 4MATIC X166                              | 11/2015-09/2019    |